# Nongoma
Nongoma (officieel Nongoma Local Municipality) is een gemeente in het Zuid-Afrikaanse district Zululand.
Nongoma ligt in de provincie KwaZoeloe-Natal en telt 194.908 inwoners.

## Hoofdplaatsen
Het nationaal instituut voor de statistiek, Stats SA, deelt sinds de census 2011 deze gemeente in in 199 zogenaamde hoofdplaatsen (main places):
Bambelentulo • Bangamaya • Bendle • Bhanganomo • Bhekumteto • Bombolo • Bombolo A • Bombolo B • Buhlenibenkosi • Bukalini • Bululwane • Bungazeleni A • Bungazeleni B • Cekeni • Cisho • Dayeni • Dengeni A • Dengeni B • Dleka • Dongothuli • Ebumba • Efete • Ekujabuleni • Emcebo • Enengeni • Enkananeni • Entweni • Esigwegweni • Esiphambanweni • Esiphethwini • Ezilonyeni • Fakude • Gagasini • Gudu • Guqe • Gusenzamo • Gwebu • Hawini • Hlanzeni • Hlathidumayo • Indimhlane • Isizinda • Ivuna • Juba • Khenana • Kohlokolo • Kuvukeni • KwaBhidli • KwaDayeni • KwaDlabe • KwaDlakuse • KwaGasela • KwaGcobamadolo • KwaGudlintaba • KwaHolinyoka • KwaKati • KwaLindizwe • KwaMaduma • KwaMahezu • KwaMahlombe • KwaMajomela • KwaMakhehla • KwaMandlakazi • KwaManzimakhulu • KwaMateni • KwaMbuzi • KwaMememe • KwaMngamude • KwaMqhakanyeki • KwaMshanelo • KwaMsushwana • KwaMthwathube • KwaMusi • KwaNcongoma • KwaNjoko • KwaNkawu • KwaNkulu • KwaNsele • KwaPangode • KwaSheleza • KwaSoshamase • Kwatweyisa • KwaYiphethe • Macekaneni • Machibini • Madwaleni • Magutshwa • Mahashem • Makeme • Malomeni • Manhlanhla • Manqashi • Manqushana • Maphophoma • Maphundu • Maqhomfini • Matsheketshe • Matshemhlope • Maye • Mayoni • Mbebe • Mbizaneni • Mbokodweni • Mduda • Meyama • Mhambuma • Mjeni • Mkiwaneni • Mngxanyeni • Mpakaneni • Mpisini • Mpompo • Mpumalanga • Mpumulwana • Mpunzana • Mpuphusi • Mpuqwini A • Mpuqwini B • Msebe • Mshiki • Msunduze • Mtakayise • Mthonjana • Mthwala • Mvulazi • Ncemaneni • Ncungu • Ndlozana • Ndololwane • Ndunyeni • Ngolotshe A • Ngolotshe B • Ngonyamaneni • Ngoqongo A • Ngoqongo B • Ngoqongo C • Ngoshe • Ngqungqu • Ngware • Nhleleni • Nhlophenkulu A • Nhlophenkulu B • Njampela A • Njampela B • Njampela C • Nkonjeni • Nkungwini • Nkunzana • Nkuwuwini • Nkweme • Nongoma • Nongoma NU • Nqokotho • Nqulu • Ntabayezulu • Ntoshoweni • Ntweni • Nyathini • Nzamangamandla • Nzondwane • Obane • Obhuqwini • Odishweni • Ogedleni • Okhalweni • Okledeni • Osingisingini • Osuthu • Othandweni • Othinsangu • Phaphasi • Potukulu • Qondile • Qongqo • Qoqoda • Sibomvu • Sidinsi • Sigangeni • Sigubudu • Sinkonkonko • Sinqanda • Siwela • Sovane • Thokazi • Tshonono • Ubani • Umlaza • Usuthu • Vilani • Vimbisikhala • Vungama A • Vungama B • Wela A • Wela B • White City • Zihlakaniphele • Zomboda • Zondane • Zungu.